# Пуц, Матей
Матей Пук (словен. Matej Puc) (род. 26 сентября 1982 года, Марибор) — словенский актер.

## Биография
После окончания епархиальной средней школы имени Антона Мартина Сломшека в Мариборе он поступил на факультет театра и искусства в Академию театра, радио, кино и телевидения в Любляне. С 2005 года он является членом актерского ансамбля Люблянского городского театра. Он является лауреатом многочисленных наград.

## Фильмография
- 2016 — Кто убил Анастасию Эльстер?
- 2013 — Право на любовь
- 2008 — Репетиция хора
- 2007 — Бордо красный
- 2005 — Когда мы ушли